# Guangyuan (meteoryt)
Guangyuan – meteoryt żelazny, znaleziony 1965 w chińskiej prowincji  Syczuan. Meteoryt Guangyuan jest jednym z sześciu zatwierdzonych meteorytów znalezionych w tej prowincji.